# Sveti Primož nad Muto
Sveti Primož nad Muto este o localitate din comuna Muta, Slovenia, cu o populație de 304 locuitori.